# Yervand Kochar

Yervand Kochar

Yervand „Kochar“ Kocharyan, auch bekannt als Ervand Kochar (* 15. Juni 1899 in Tiflis, Russisches Reich; † 22. Januar 1979 in Jerewan, Armenische SSR, Sowjetunion) war ein armenischer Maler und Bildhauer. Er zählt zu den bedeutendsten Vertretern der armenischen Moderne des 20. Jahrhunderts und gilt als Begründer der Kunstform „Painting in Space“.

## Leben
Yervand Kochar wurde 1899 in Tiflis geboren, wo er die Nersisian-Schule besuchte. Zwischen 1918 und 1919 studierte er an den Freien Kunststudios in Moskau unter der Leitung von Pjotr Konchalowski. 1922 emigrierte er nach Paris, wo er bis 1936 lebte und arbeitete. Dort stellte er zusammen mit Künstlern wie Pablo Picasso, Georges Braque, Henri Matisse, Fernand Léger und Giorgio de Chirico aus. 1936 kehrte Kochar in die Sowjetunion zurück und ließ sich in Jerewan nieder. Dort wird er zunächst mit dem Vorwurf des „Formalismus“ konfrontiert und zeitweise inhaftiert. Dennoch setzte er seine künstlerische Arbeit fort und schuf bedeutende Werke. Yervand Kochar starb 1979 in Jerewan.

## Werk

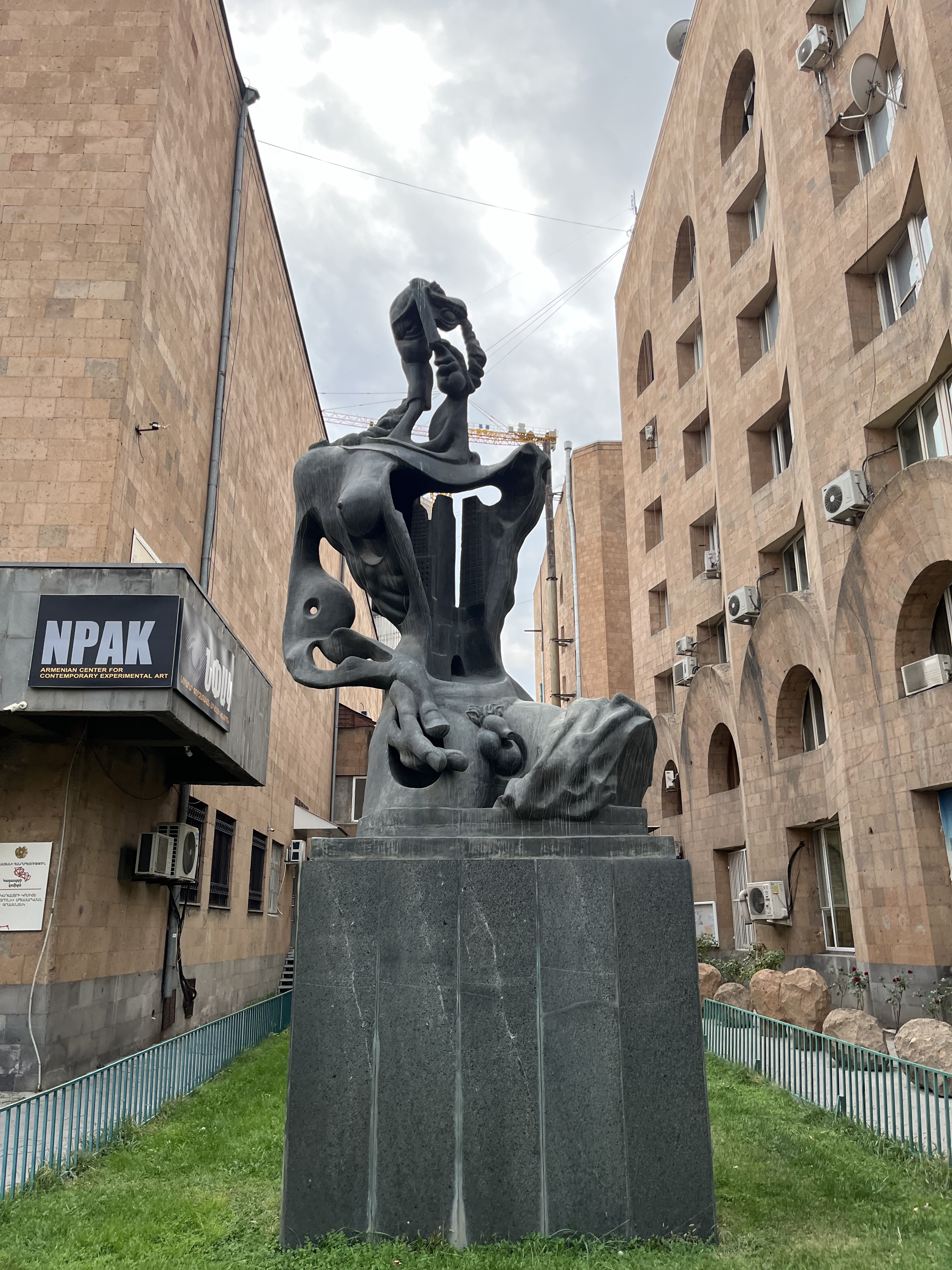
Yervand Kochar: Melancholy

Yervand Kochar entwickelte in Paris die Kunstform „Painting in Space“ (Peinture dans l’espace), die Zeit als vierte Dimension in die bildende Kunst einbezieht. 1936 unterzeichnete er gemeinsam mit Künstlern wie Marcel Duchamp, Wassily Kandinsky und László Moholy-Nagy das Manifeste Dimensioniste, das neue ästhetische Prinzipien propagierte. Zu seinen bekanntesten Werken zählen die Reiterstatue des David von Sasun (1959) vor dem Bahnhof von Jerewan, die Statue des Vardan Mamikonian (1975) sowie die Skulpturen Ecstasy (1960), The Disaster of War (1962) und The Eagle of Zvartnots (1955).